# Столяренко, Алексей Михайлович
Алексе́й Миха́йлович Столяре́нко (1 апреля 1924, Баку — 7 декабря 2019, Москва) — советский и российский учёный, специалист по военной психологии и юридической педагогике; выпускник высшего военно-морского училища, доктор психологических (1974) и педагогических наук (1999); начальник кафедры психологии и педагогики Академии управления МВД России (1977); заслуженный работник высшей школы Российской Федерации, полковник внутренней службы.

## Биография
Алексей Столяренко родился в Баку 1 апреля 1924 года; в декабре 1941 году он ушел добровольцем РККА на фронт Второй мировой войны. В 1942 году он стал морским пехотинцем и участвовал в боях на Северном Кавказе; в следующем году стал матросом на кораблях советского Черноморского флота. Был награждён двумя орденами Красной звезды и двумя десятками медалей. После войны он стал выпускником высшего военно-морского училища и в течение 35 лет служил на советском флоте: закончил службу на должности командира соединения кораблей, будучи капитаном 1-го ранга.
В 1959 году Столяренко стал соискателем на кафедре психологии Ленинградского государственного университета (ЛГУ); его научным руководителем был профессор Борис Ананьев. В период с 1963 по 1977 год Алексей Столяренко работал в Военно-политической академии (ВПА) Министерства обороны СССР: состоял адъюнктом, затем преподавателем и доцентом; в итоге занял позицию профессора на кафедре военной психологии и педагогики. В тот период, в 1965 году, он защитил кандидатскую диссертацию по психологии; через девять лет успешно защитил докторскую диссертацию по теме «Психологическое обеспечение высокой боевой готовности корабельных сил ВМФ» — стал доктором психологических наук. По данным МВД России, Столяренко разработал основы современной (для того времени) военно-морской психологии и методы морально-психологической подготовки военных моряков, а также — занимался вопросами психологии боевой готовности и методами обеспечения действий кораблей в случае внезапного начала войны. В период с 1970 по 1979 год опубликовал серию работ по данной тематике, включая монографии и учебники «Введение в военно-морскую психологию», «Война. Океан. Человек», «Психология боевого дежурства и корабельной вахты», «Основы военно-морской психологии», «Психология бдительности и боевой готовности», «Физиология высшей нервной деятельности и учебно-воспитательный процесс в военных училищах», а также — «Морально-психологическая подготовка военных моряков».
В марте 1977 года Столяренко занял пост начальника кафедры психологии и педагогики, являвшейся частью будущей Академии управления МВД России; в 1988 году он стал профессором на данной кафедре. В течение тринадцати лет он возглавлял первый в СССР диссертационный совет, занимавшийся защитой диссертаций по юридической психологии. С периода распада СССР по 1997 год он стал соавтором и редактором серии книг и сборников, включая работы «Морально-психологическая подготовка личного состава к выполнению задач по защите конституционных прав граждан», «Психологическая подготовка сотрудников органов внутренних дел», а также — «Морально-психологическое обеспечение деятельности личного состава органов внутренних дел».
В XXI веке, в 2003 году, Столяренко стал инициатором и редактором одной из первых в мире энциклопедий, посвящённых юридической психологии — энциклопедия позволила расширить само понятие «судебная психология» до более общего «юридическая психология». В период с 1995 по 2009 год написал серию учебников и пособий по применению психологических методов в юриспруденции, включая работу «Социальная психология». Занимался постановкой задач для такого научного направления как «юридическая педагогика»; в 1977 году издал учебное пособие «Юридическая педагогика в МВД», за которым последовала целая серия монографий подобной тематики. В 1999 году успешно защитил свою вторую докторскую диссертацию по теме «Юридическая педагогика в МВД: методология, теория, практика» — стал доктором педагогических наук. Являлся академиком Академии проблем безопасности, обороны и правопорядка (АБОП), ликвидированной в 2008 году.
Умер 7 декабря 2019 года.

## Работы
Алексей Столяренко являлся автором и соавтором более пяти сотен (по другим данным — около 600) научных работ, включая 50 монографий, учебников и учебных пособий; он состоял научным руководителем и консультантом в шести десятках кандидатских и 12 докторских диссертациях. Столяренко занимался созданием и развитием практического применения психологических и педагогических методов, применимых в деятельности правоохранительных органах; создавал методы профессионально-психологического отбора кандидатом и занимался вопросами, связанными с действиями военных и сотрудников правоохранительных органов в экстремальных ситуациях:
- «Психологические приемы в работе юриста»;
- «Психология и педагогика» (три издания);
- «Прикладная юридическая психология»;
- «Социальная психология» (два издания);
- «Экстремальная психопедагогика»;
- «Общая и профессиональная психология»;
- «Психология менеджмента»;
- «Физиология высшей нервной деятельности для психологов и педагогов».